# Святитель Николай (пароход)
Пароход-музей Святитель Николай — корабль-музей, находящийся на вечной стоянке в городе Красноярске.

## История
Грузопассажирский речной пароход построен в 1886 году (по другим данным в 1887 году) в городе Тюмени на заводе товарищества «Курбатов и Игнатов» по заказу сибирского промышленника А. М. Сибирякова. Команда 12 человек. Капитаном парохода с 1907 года по 1927 год был Николай Федорович Сивков.

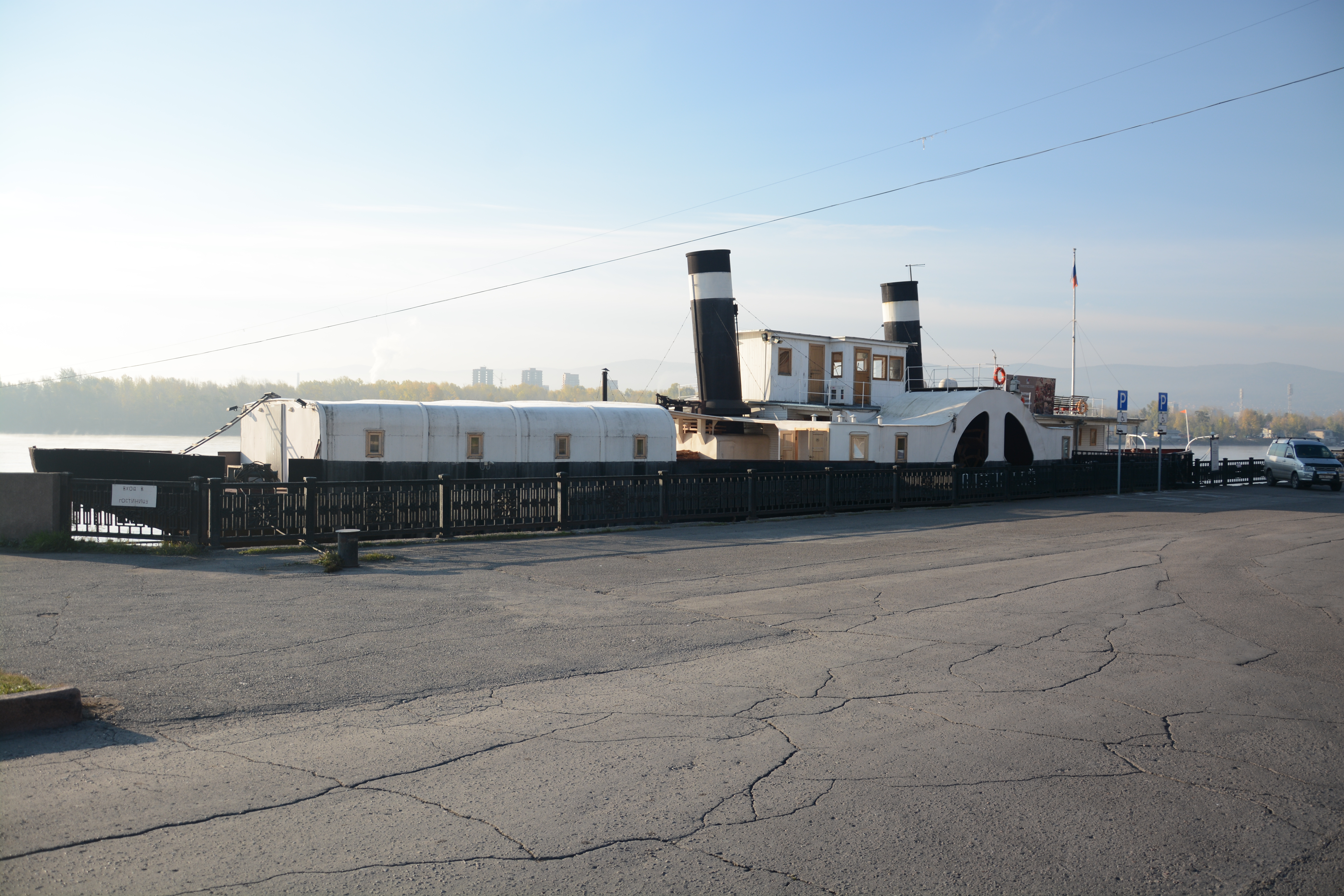
Пароход-музей Святитель Николай

«Святитель Николай» принадлежал купцу А. М. Сибирякову. Был в своё время самым быстроходным судном на Енисее. Курсировал между Енисейском, Красноярском и Минусинском.
На этом пароходе 1 июля 1891 года в Красноярск из села Берёзовского прибыл цесаревич Николай Александрович (будущий император России Николай II).
30 апреля 1897 года на пароходе «Св. Николай» из Красноярска до Новосёлово с В. В. Старковым и Г. М. Кржижановским к месту ссылки ехал В. И. Ульянов (Ленин).
После Октябрьской революции 1917 года пароход был переименован в «Николай». В 1927 году пароход был переоборудован в несамоходную нефтеналивную баржу. В 1960 пароход был отправлен на кладбище кораблей.
В 1970 году пароход был восстановлен, на нём была развёрнута экспозиция, посвящённая жизни В. И. Ленина в ссылке и его пребыванию на судне.
В настоящее время используется в качестве судна-музея. Площадь экспозиции 300 м². Стоит на набережной Енисея в центре Красноярска. Зачастую упоминается как «Св. Николай».